# Joseph Toronto
Joseph Toronto, nato Giuseppe Taranto (Cagliari, 25 giugno 1818 – Salt Lake City, 6 luglio 1883), è stato un missionario italiano naturalizzato statunitense.
Fu il primo italiano convertito alla fede mormona, nonché uno dei primi missionari mormoni in Italia.

## Biografia
Nacque il 25 Giugno 1818 a Cagliari, in Sardegna. Dopo varie esperienze come marinaio presso la marina mercantile e su numerose navi da trasporto, giunse nel 1843 a Boston, nel Massachusetts (Stati Uniti), dove, entrato in contatto con la comunità mormona locale, lesse il Libro di Mormon. A seguito di tali letture maturò il desiderio di convertirsi alla fede dei Mormoni. 
Convertitosi e cambiatosi legalmente il nome, si stabilì, intorno al 1845 a Nauvoo, nell'Illinois, donde fu molto attivo all'interno della comunità tanto che donò gran parte del suo patrimonio - corrispondente all'incirca a 2600 dollari in monete d'oro - per la costruzione del Tempio di Nauvoo.
Successivamente, nel 1848, emigrò come pioniere mormone dall'Illinois al territorio dello Utah divenendo di fatto il primo italiano a metter piede nella Valle del Lago Salato. All'interno della comunità contribuì inizialmente in qualità di guardiano delle mandrie della Chiesa di Antelope Island, nella Valle del Lago Salato.
Nel 1849 fu ordinato come settanta, carica che all'interno della classificazione gerarchica del sacerdozio mormone indica colui incaricato di divulgare il "Verbo". Nel 1850 si recò in Europa con tale missione visitando, tra gli altri, l'Inghilterra e l'Italia. L'anno successivo tradusse con la collaborazione di Lorenzo Snow il Libro di Mormon in italiano.
Rientrato nello Utah, si spense a Salt Lake City nel 1883.

## Altri collegamenti
- Italiani dello Utah
- Chiesa Mormona